# Maubuisson

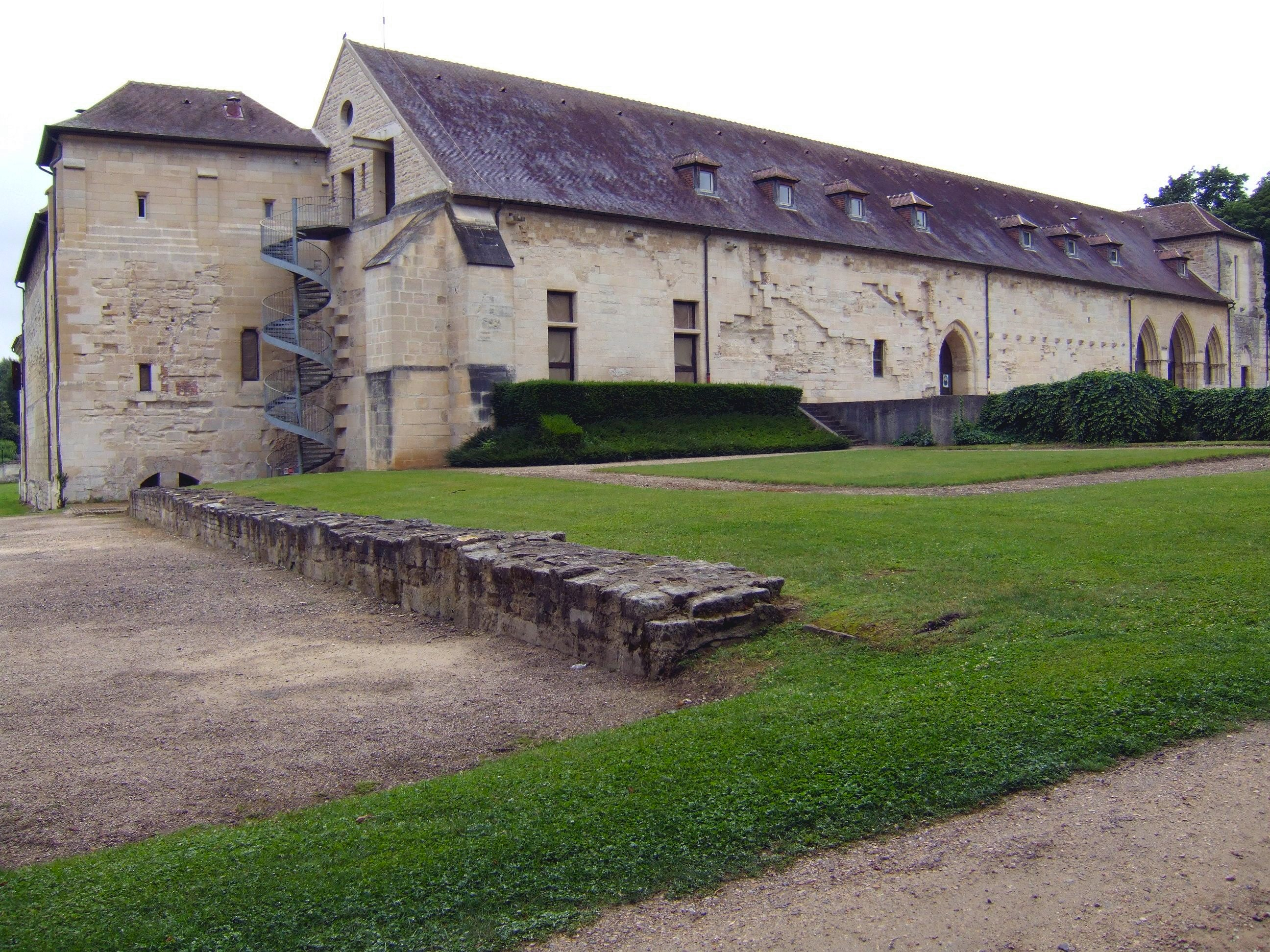
Nordfassade der Abtei

Die Abtei Notre-Dame-La-Royale de Maubuisson war ein Zisterzienserinnenkloster, das 1236 von Blanka von Kastilien gegründet wurde. Sie befindet sich in der Gemeinde Saint-Ouen-l’Aumône im Département Val-d’Oise.
Im 17. Jahrhundert gehörte viele Frauen aus hohem Adel dem Kloster an; die Äbtissin Marie Suireau de Rocheren wurde Äbtissin von Port-Royal. Auch Angélique Arnauld von Port-Royal war Äbtissin in Maubuisson.
Maubuisson verlor ihre religiöse Bedeutung während der Französischen Revolution und wurde 1793 Militärkrankenhaus, danach Steinbruch, Spinnerei und Bauernhof. 1947 als „Monument historique“ klassifiziert, wurde sie 1979 Eigentum des Conseil général des Departements. Maubuisson beherbergt heute Ausstellungen zeitgenössischer Kunst.
Die Scheune (grange), das Kapitelhaus, das Sprechzimmer, der Nonnensaal und die ehemaligen Latrinen sind öffentlich zugänglich.

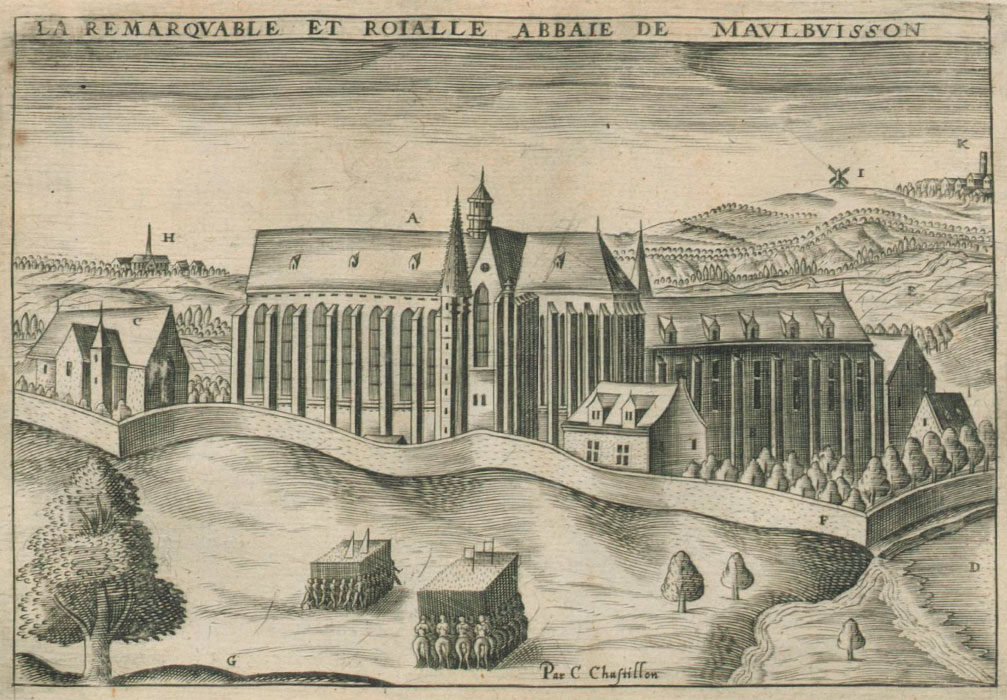
Historische Ansicht der Klosterkirche, 17. Jahrhundert

## Äbtissinnen
- 1242–1275: Guillemette I
- 1275–1276: Agnès de Laval

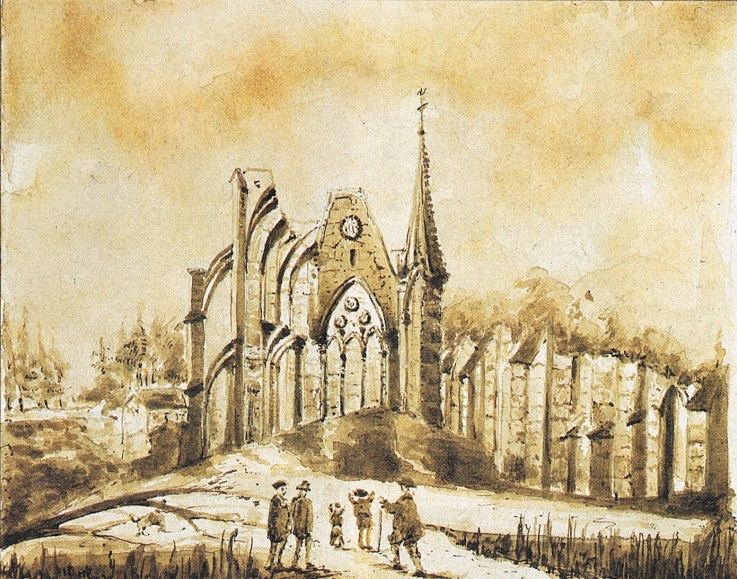
Die Ruine der Klosterkirche, 1798

- 1276–1309: Blanche de Brienne, Tochter von Alfons von Brienne, Graf von Eu
- 1309–1345: Isabelle de Montmorency
- 1345–1362: Marguerite I de Moncy
- 1362–1390: Philippa Paynel de Hambuye
- 1390–1391: Catherine I de Flins
- 1391–1406: Jeanne d’Ivry
- 1406–1456: Catherine II d’Estouteville
- 1456–1461: Madeleine I
- 1461–1473: Marguerite II Danes
- 1473–1482: Guillemette II Martine
- 1482–1523: Antoinette de Dinteville des Chenets
- 1523–1524: Henriette de Villers la Faye
- 1524–1543: Marie I de Montmorency
- 1543–1546: Marie II d’Annebault
- 1546–1574: Marie III de Pisseleu d’Heilly
- 1574–1594: Madeleine II Tiercelin de Brosses
- 1594–1597: Françoise Tiercelin de Brosses
- 1597–1618: Angélique d’Estrées (Schwester von Gabrielle d’Estrées)
- 1618–1621: Interim von Angélique Arnauld, Äbtissin von Port Royal des Champs
- 1623–1626: Charlotte I de Bourbon-Soissons
- 1626–1648: Marie IV Suireau de Rocheren
- 1648–1652: Suzanne de Hénin-Liétard de Roches
- 1652–1653: Marguerite III de Béthune d’Orval
- 1653–1664: Catherine III Angélique d’Orléans-Longueville
- 1664–1709: Louise Hollandine von der Pfalz (1622–1709), Tochter des Kurfürsten Friedrich V. und der Elisabeth Stuart,
- 1709–1719: Charlotte Joubert de La Bastide de Châteaumorand
- 1719–1765: Charlotte III de Colbert-Croissy
- 1765–1766: Marie V Marguerite de Jarente de Sénas d’Orgeval
- 1766–1780: Venture-Gabrielle de Pontevès de Maubousquet
- 1780–1787: Gabrielle-Césarine de Beynac